# Real seguro
Real Seguro Viagem (anteriormente Real Intercâmbio) é uma empresa de tecnologia de seguros com sede no Brasil fundada pelos empresários brasileiros Rafael Antonello e Gabriel Engel em 2009.

## História do seguro viagem no Brasil
O seguro viagem no Brasil tem uma história relativamente recente. As primeiras apólices surgiram na década de 1970, mas o mercado só começou a se desenvolver de forma significativa a partir da década de 1990, com o aumento do número de brasileiros que viajavam para o exterior.
A regulamentação do seguro viagem no Brasil teve início em 1978, com a Resolução CNSP nº 11 da Superintendência de Seguros Privados (SUSEP). Essa resolução estabelecia as normas básicas para a comercialização de seguros de viagem, como as coberturas obrigatórias e os prazos de carência.
A SUSEP é a autarquia federal responsável por regular e fiscalizar o mercado de seguros privados no Brasil, incluindo o seguro viagem. A  foi criada em 1966, pela Lei nº 4.594, com o objetivo de proteger os consumidores de serviços de seguros e garantir a solvência das empresas seguradoras.
Ao longo dos anos, a SUSEP editou diversas outras normas para aperfeiçoar a regulamentação do seguro viagem. Em 2014, a Resolução CNSP nº 315 consolidou as regras para a venda e contratação de seguros de viagem no Brasil. Essa resolução estabelece, entre outras coisas:
- As coberturas básicas e adicionais que devem ser oferecidas pelos planos de seguro viagem;
- Os prazos de carência para as coberturas;
- As informações que devem ser prestadas aos consumidores antes da contratação do seguro;
- Os direitos e deveres dos segurados e das empresas seguradoras.

A resolução foi atualizada pela Resolução CNSP nº 439, de 04 de julho de 2022, que alterou diversos normativos sobre vários tipos de seguros no Brasil.
No início, os seguros viagem eram produtos de nicho, geralmente contratados por pessoas que viajavam a negócios ou para países com custos médicos elevados. No entanto, com a popularização das viagens internacionais, o seguro viagem se tornou um produto cada vez mais acessível e procurado pelos brasileiros.
Principalmente após a pandemia de Covid-19, onde diversos países exigiram a contratação de um seguro viagem pelos turistas após a reabertura das fronteiras, o seguro viagem pessoal a ser visto como um produto essencial para viajantes brasileiros.
Atualmente, o mercado de seguro viagem no Brasil é um dos mais competitivos da América Latina. Diversas empresas oferecem planos com diferentes coberturas e preços, atendendo às necessidades de todos os tipos de viajantes.

## História da Real Seguro Viagem

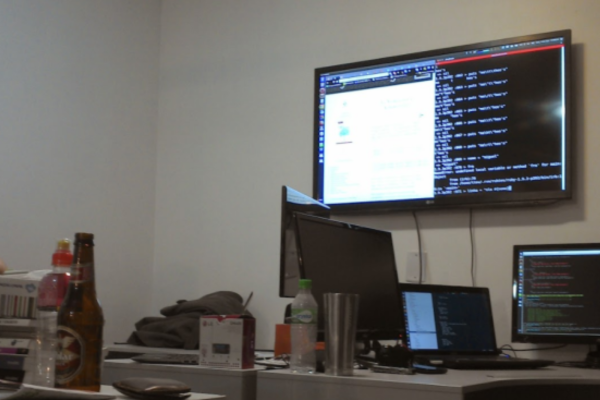
Domínio exclusivo seguroviagem.srv.br e primeiro colega dev

Segundo o site da empresa, a Real nasceu em 2008 em um quarto compartilhado em Manor House, Londres, por iniciativa de Rafael Antonello e Gabriel Engel. A ideia surgiu após os fundadores terem contato com comparadores de seguro online no exterior e se depararem com a dificuldade de escolher um seguro viagem adequado para suas necessidades.
A Real Seguro Viagem foi fundada oficialmente em janeiro de 2009 com a obtenção do CNPJ e autorização para operar. A primeira versão do site foi publicada em fevereiro do mesmo ano.
Em 2012, a Real Seguro Viagem deu início a um programa de afiliados voltado aos blogueiros de viagem.
Já em 2018, a Real ganhou o prêmio Top10 Intermac como uma das 10 agências que mais venderam produtos Intermac no ano. Em 2019, a Real Seguro Viagem foi convidada a participar do programa Scale Up Endeavor, um ecossistema de alto impacto que reúne empresas em rápido crescimento no Brasil.
O Scale Up Endeavor é um programa de aceleração de negócios que oferece mentorias personalizadas com CEOs de grandes empresas, workshops práticos sobre temas estratégicos, acesso a uma rede de contatos de alto nível e oportunidades de investimento. O objetivo do programa é impulsionar o crescimento das empresas participantes e prepará-las para se tornarem líderes em seus setores.
Em 2020 Hugo Linhares ingressou na sociedade da Real Seguro Viagem contribuindo para o rebranding e a reestruturação de diversos processos da empresa.
Em 2023, a Real Seguro Viagem intensificou sua participação em eventos do setor de turismo, participando do Seminário ABBV, WTM Latin America, Travel Next Minas, LGBT+ Turismo Expo, Entur Summit, Viajar para Sempre e Fala Viajante Day.
Ainda em 2023, a Real Seguro Viagem ampliou o seu leque de produtos inserindo os seguros veiculares como Carta Verde e SOAPEX, e o chip internacional. Além disso, lançou em 2024 a Real Resolve uma solução para ajudar viajantes que tiveram problemas com bagagens extraviadas, voos cancelados ou atrasados e outros problemas em viagens.

## O Comparador
A Real Seguro Viagem é considerada a primeira comparadora de seguro viagem do Brasil, e funciona através de uma listagem de planos de seguro viagem das seguradoras parceiras de acordo com a filtragem selecionada pelo usuário.
Assim, o usuário informa o destino e o período da viagem, a Real apresenta uma lista de planos de seguro viagem de diferentes seguradoras. O usuário pode comparar os planos com base em coberturas, preços e outros fatores, através de uma tabela interativa, onde pode adicionar outros filtros como idade, franquia, cobertura para Covid-19; Por fim, o usuário pode escolher o plano que melhor atende às suas necessidades e comprar o seguro online sem burocracia.
Atualmente, o site da Real Seguro Viagem faz comparações com Affinity, Assist Card, Coris, ITA, Intermac Assistance, Universal Assistance, My Travel Assist, GTA, Hero Seguros, Travel Care, Welcome Assist.